# Émile Scherb
Pour les articles homonymes, voir Scherb.
Émile Scherb est un gymnaste artistique français.
Il est sacré champion de France du concours général de gymnastique artistique en 1891 et en 1894.
Il participe aux épreuves de gymnastique aux Jeux olympiques d'été de 1900 à Paris, terminant 56e au concours général. 